# Леова, Моника
Моника Леова (чеш. Monika Leová; 23 июля 1991, Прага, Чехословакия) — чешская фотомодель и телеведущая чешско-вьетнамского происхождения.

## Биография
Моника Леова родилась в Праге, но с рождения жила в небольшой деревне Двожиско (чеш. Dvořisko), недалеко от города Хоцень. Её мать Яна Леова — чешка, а отец Ле Динь Тяу — вьетнамского происхождения. Когда она была маленькой, её родители развелись. У неё есть сестра Ленка и брат Чески. В июне 2018 года она вышла замуж за Мартина Кошина. В октябре 2020 года объявила о беременности.

## Карьера
- 2012: 1-я вице-мисс конкурса «Miss VŠE[чеш.]»
- 23 марта 2013: Чешская мисс Земля[6]
- 12 августа 2013: телеведущая на TV Prima (Телевизионная программа «Вечерние новости» («Odpolední zprávy»))[7]